# Душан Маковицький
Душан Маковицький (словац. Dušan Makovický; нар. 10 грудня 1866, Ружомберок, Австро-Угорщина — 12 березня 1921 Ружомберок, Чехословаччина) — словацький лікар, письменник, перекладач, громадський діяч. Лікар сім'ї Толстого і яснополянських селян.

## Біографія
Народився 10 грудня 1866 в місті Ружомберок, в родині заможного комерсанта і словацького патріота. У 1869 помирає його мати. Виховується в сім'ї діда.
Закінчив чеський університет в Празі.
У 1890 зацікавився світоглядом Лева Толстого під впливом «Крейцерової сонати», став послідовником Толстого, перекладав його статті і твори, зав'язав з оточенням Толстого листування.
Вперше він опинився в Ясній Поляні в 1894. У Ясній Поляні він розповідав Толстому про пригноблення словаків, чехів та інших слов'янських народів. Переклав «Крейцерову сонату» на словацьку мову і опублікував її в «Повчальній бібліотеці». Видав словацький переклад роману «Неділя» (1900).
У середині листопада 1904 Маковицький отримав виклик від Софії Толстої, де містилося прохання приїхати в Ясну Поляну в ролі особистого лікаря сім'ї Толстих. Після приїзду він відразу ж включився в щоденне життя і роботу Лева Толстого. Взяв участь в складанні «Круга читання».
Вів дуже строгий спосіб життя: у працях проходив весь його час … Іншою його справою, крім медичної допомоги селянам, було ведення докладних записів всього того, що він бачив і чув у Ясній Поляні, — в першу чергу слова самого Толстого. Короткі записи Маковицький робив прямо в правій кишені піджака, олівцем на шматках щільного паперу, що завжди там знаходився. Таким чином створювалися якнайширші «Яснополянські записки» Маковицького, детальний літопис яснополянського життя за 6 років з 18 грудня 1904 по 28 листопада 1910. Втім ці записи довелося переводити з «душанівської» мови (суміші російської і словацької). У той час він зустрівся з Міланом Штефаником, який відвідав Толстого.
Велику увагу Маковицький приділяв національно-визвольному руху західнослов'янських народів. З приходом Маковицького Ясна Поляна стала трибуною словаків, чехів, поляків та інших слов'ян.
У жовтні-листопаді 1910 супроводжував Лева Толстого при його від'їзді з Ясної Поляни. Він доглядав, забуваючи спати і їсти, за хворим Толстим в Астапові, був присутній при його смерті.
Після смерті Толстого Маковицький залишається в Ясній Поляні і лікує селян.
У 1919 захворів на черевний тиф.
Рік по тому, зі своєю дружиною, з якою він одружився в той час, поїхав до рідного Ружомберка.
12 березня 1921 Маковицький повісився в рідному домі в Ружомберку на ґрунті раніше ним перенесених болісних хвороб і важких особистих переживань.